# Natação nos Jogos Olímpicos de Verão de 1904
Nos Jogos Olímpicos de Verão de 1904, nove eventos da natação foram disputados.  Foi a única edição na história olímpica em que as provas foram medidas em jardas. A competição foi realizada de 4-6 de setembro de 1904. Houve um total de 32 competidores de 5 nações.
Na prova curta de velocidade, a de 50 jardas (46 m), fez sua estreia olímpica em 1904. A prova de 100 jardas retornou após não ter sido disputada em 1900.  As provas de 1000 m e 4000 m foram substituídas pelos eventos mais curtos de 440 jardas (400 m) e 1
-milha (1 600 m), mantendo a prova de 200 m como a única a ser realizada pela segunda vez consecutiva.
A prova de 200 m costas foi reduzida para 100 jardas (91 m) e o revezamento foi substituído por uma prova de 4 x 50 jardas livre. Os obstáculos e os eventos de natação subaquática foram eliminados, enquanto o nado de peito fez sua estreia olímpica. 

## Medalhistas

### Masculino
| Evento                                 | Ouro                                                                                          | Prata                                                                                               | Bronze                                                                                               |
| -------------------------------------- | --------------------------------------------------------------------------------------------- | --------------------------------------------------------------------------------------------------- | --- |
| 50 jardas livre detalhes               | HUN Zoltán Halmay                                                                             | USA Scott Leary                                                                                     | USA Charles Daniels                                                                                  |
| 100 jardas livre detalhes              | HUN Zoltán Halmay                                                                             | USA Charles Daniels                                                                                 | USA Scott Leary                                                                                      |
| 220 jardas livre detalhes              | USA Charles Daniels                                                                           | AUS Francis Gailey                                                                                  | GER Emil Rausch                                                                                      |
| 440 jardas livre detalhes              | USA Charles Daniels                                                                           | AUS Francis Gailey                                                                                  | AUT Otto Wahle                                                                                       |
| 880 jardas livre detalhes              | GER Emil Rausch                                                                               | AUS Francis Gailey                                                                                  | HUN Géza Kiss                                                                                        |
| 1 milha livre detalhes                 | GER Emil Rausch                                                                               | HUN Géza Kiss                                                                                       | AUS Francis Gailey                                                                                   |
| 100 jardas costas detalhes             | GER Walter Brack                                                                              | GER Georg Hoffmann                                                                                  | GER Georg Zacharias                                                                                  |
| 440 jardas peito detalhes              | GER Georg Zacharias                                                                           | GER Walter Brack                                                                                    | USA Jam Handy                                                                                        |
| Revezamento 4×50 jardas livre detalhes | USA Estados Unidos New York Athletic Club Joe Ruddy Leo Goodwin Louis Handley Charles Daniels | USA Estados Unidos Chicago Athletic Association David Hammond Bill Tuttle Hugo Goetz Raymond Thorne | USA Estados Unidos Missouri Athletic Club Amedee Reyburn Gwynne Evans Marquard Schwarz Bill Orthwein |

## Nações participantes
32 nadadores de 5 nações participaram.
- AUT Áustria (1)
- AUS Austrália (1)
- GER Alemanha (4)
- HUN Hungria (2)
- USA Estados Unidos (24)

## Quadro de medalhas
| Ordem | País               | Medalha de ouro | Medalha de prata | Medalha de bronze |    | Ordem por total |
| ----- | ------------------ | --------------- | ---------------- | ----------------- | -- | --------------- |
| 1     | GER Alemanha       | 4               | 2                | 2                 | 8  | 2               |
| 2     | USA Estados Unidos | 3               | 3                | 4                 | 10 | 1               |
| 3     | HUN Hungria        | 2               | 1                | 1                 | 4  | 3               |
| 4     | AUS Austrália      |                 | 3                | 1                 | 4  | 3               |
| 5     | AUT Áustria        |                 |                  | 1                 | 1  | 5               |
| TOTAL | TOTAL              | 9               | 9                | 9                 | 27 | —               |